# Myrmeleon niger
Myrmeleon niger är en insektsart som beskrevs av Carl von Linné in Afzelius och Linnaeus 1823. Myrmeleon niger ingår i släktet Myrmeleon och familjen myrlejonsländor. Inga underarter finns listade i Catalogue of Life.